# متلازمة الوادعي
متلازمة الوادعي أو التخلف العقلي الجسمي السائد-61 (اختصارًا MRT61) هي اضطرابٌ نمائي عصبي يُورث بنمطٍ جسميٍ سائد، وتتميزُ بتأخرٍ في التعلم الحركي النفسي وتخلفٍ عقلي ومظاهر وجهية غير طبيعية. يُعاني المرضى شديدو الحالة من نوباتٍ مستعصية واضطراباتٍ دماغية تتضمن نقص تنسج الجسم الثفني. تُعزى هذه المُتلازمة إلى طفرةٍ في جين RUSC2 على الكروموسوم 9p13.3‏.
وُصفت المتلازمة للمرة الأولى في مدينة الملك فهد الطبية بواسطة طبيب أعصاب الأطفال علي الوادعي عام 2014، ووصفت في مجلة طب النمو وعلم الأعصاب للأطفال (Developmental Medicine & Child Neurology) عام 2016. في عام 2017، أطلقت جامعة جونز هوبكينز على المتلازمة اسم «متلازمة الوادعي».